# Woodstock (Connecticut)
Woodstock – miasto w Stanach Zjednoczonych, w stanie Connecticut, w hrabstwie Windham.